# (3424) Nušl
(3424) Nušl  es un asteroide perteneciente al cinturón de asteroides, descubierto el 14 de febrero de 1982 por Ladislav Brožek desde el Observatorio Kleť, en República Checa.

## Designación y nombre
Nušl se designó inicialmente como 1982 CD.
Más adelante fue nombrado en honor al astrónomo checo František Nušl (1867-1951).

## Características orbitales
Nušl orbita a una distancia media del Sol de 2,5472 ua, pudiendo acercarse hasta 2,3608 ua y alejarse hasta 2,7337 ua. Tiene una excentricidad de 0,0731 y una inclinación orbital de 6,7689° grados. Emplea en completar una órbita alrededor del Sol 1484 días.

## Características físicas
Su magnitud absoluta es 12,7. Tiene 6,769 km de diámetro. Su albedo se estima en 0,321.